# 关兴亚
关兴亚（1932年2月7日—2023年5月23日），辽宁沈阳人，石油化工专家，中国工程院院士，中国石化集团公司上海石油化工研究院高级工程师。

## 履历[1]
- 1955年，毕业于上海复旦大学。
- 1995年，当选中国工程院院士。